# Privateering
Privateering je sedmé sólové studiové album skotského hudebníka Marka Knopflera. Album vyšlo 3. září 2012 u vydavatelství Mercury Records. Jde o dvojalbum s celkovým počtem dvaceti písní. V britské hitparádě se album umístilo na osmé příčce; v české na páté.

## Seznam skladeb
Disk 1
1. „Redbud Tree“
2. „Haul Away“
3. „Don't Forget Your Hat“
4. „Privateering“
5. „Miss You Blues“
6. „Corned Beef City“
7. „Go, Love“
8. „Hot or What“
9. „Yon Two Crows“
10. „Seattle“

Disk 2
1. „Kingdom Of Gold“
2. „Got to Have Something“
3. „Radio City Serenade“
4. „I Used to Could“
5. „Gator Blood“
6. „Bluebird“
7. „Dream of the Drowned Submariner“
8. „Blood and Water“
9. „Today Is Okay“
10. „After the Bean Stalk“

## Obsazení
- Mark Knopfler – kytara, zpěv, producent
- Richard Bennett – kytara
- Guy Fletcher – klávesy, producent, zvukový inženýr, aranže smyčců
- Glenn Worf – baskytara, kontrabas
- Ian Thomas – bicí
- John McCusker – housle, cittern, whistle
- Jim Cox – klavír, varhany
- Paul Franklin – pedálová steel kytara
- Phil Cunningham – akordeon
- Michael McGoldrick – flétna, whistle, uilleann pipes
- Rupert Gregson-Williams – dirigent smyčců
- Kim Wilson – harmonika
- Ruth Moody – zpěv
- Chris Botti – trubka